# Mariasela Álvarez
Mariasela Álvarez Lebrón (Santo Domingo, Distrito Nacional; 31 de enero de 1960) es una arquitecta dominicana que se destaca como presentadora y productora de televisión. Álvarez representó a la República Dominicana en Miss Mundo 1982, llevándose la corona del certamen.

## Miss Mundo
Ganó el título de Miss Mundo 1982 en un certamen celebrado en el Royal Albert Hall en Londres, Reino Unido, representando a la República Dominicana y convirtiéndose en la primera dominicana en ganar un título de belleza internacional. Como Miss Mundo, viajó por 18 países y 30 ciudades en tres continentes.

## Estudios académicos
Al terminar su reinado regresó a su país, y terminó su carrera de Arquitectura en la Universidad Autónoma de Santo Domingo, ejerciendo su carrera por algunos años y llegando a diseñar la Torre Cristal, uno de los edificios más conocidos del Ensanche Naco en la capital dominicana.

## Televisión
En 1991, abandonó la Arquitectura por la televisión, donde se inició con el programa Con Los Ojos Abiertos como copresentadora junto a Milagros Germán, un Talk Show semanal de una hora de duración el cual estuvo 4 años en el aire. En 1996 abre su compañía productora de televisión, "Maralva S.A", la cual produjo 4 miniseries durante 8 años.
Ese mismo año sale al aire con el programa Esta Noche Mariasela, un programa de variedades semanal de dos horas de duración, el cual recibió en cuatro ocasiones el Premio Casandra al "Mejor Programa Especial de Televisión".
Trabajó en el programa Las joyas de la corona de Telecinco en calidad de miembro del cuerpo de profesores.
En el 2012, hace su regreso a la televisión dominicana con su programa Esta Noche Mariasela, el cual en esta ocasión se transmite de lunes a viernes de 08:00-09:00 PM por Color Visión.

## Vida personal
Estuvo casada con Sergio Alberto Fernández del Pino hasta el año 2011 y es madre de cuatro hijos, Andrés Alberto Fernández del Pino Álvarez, Chantal Fernández del Pino Álvarez, Rebeca Fernández del Pino Álvarez y Emmanuel Fernández del Pino Álvarez.
En julio del 2013 se le vio saliendo de un restaurante de Santo Domingo con el joven cantante Bobby Delgado con el cual se rumora que tiene una relación amorosa. En marzo de 2016 la presentadora confirmó que Bobby Delgado y ella se habían separado.

## Premios y reconocimientos
Ha obtenido importantes reconocimientos de título personal, entre los que destacan: Hija Meritísima de la ciudad de Santo Domingo, Jaycees´72 como "Joven Sobresaliente" de RD en 1998 y una estrella a su trayectoria profesional en el Bulevar de las Estrellas de Santo Domingo. 

## Filantropía
Es fundadora y madrina de La Casa Rosada en Santo Domingo, hogar dirigido por la congregación de las Hijas de la Caridad, el cual en la actualidad, acoge, médica y educa a 53 niños huérfanos y portadores del VIH.[cita requerida]

## Emigración a España
En el 2004 se muda a Madrid, España, donde en 2005 presentó en Popular TV los programas Esta Noche Mariasela y Esta Tarde Mariasela además de haber participado como colaboradora en el magazín matutino Espejo Público de Antena 3 y el programa de debates Mejor Lo Hablamos de Canal Sur. Desde octubre de 2007 es miembro de la Academia de las Artes y las Ciencias de TV de España.